# フリースタイルティーチャー
フリースタイルティーチャー（FREESTYLE TEACHER）とは、テレビ朝日にて、2020年7月8日（7日深夜）から2023年9月27日（26日深夜）まで、毎週水曜1:26 - 1:56（火曜深夜）（JST）に放送されていたバラエティ番組である。
インターネットテレビ局・ABEMAのABEMA GOLDチャンネルおよびAbemaビデオでも配信されている。

## 概要
テレビ朝日系「フリースタイルダンジョン」の後番組としてスタートした。
2020年9月23日に番組公認のプレイリストが公開された。

## 対戦ルール
- 8小節2ターンの3本勝負

## 出演

### 番組MC
- Zeebra
- 青山テルマ

### 審査員
- いとうせいこう
- Lily
- AKLO

### DJ
- DJ CELORY

### 教授
- Kダブシャイン

#### season1
| 指導役 | KEN THE 390      | DOTAMA     | TKda黒ぶち | 輪入道               |
| 生徒役 | レイザーラモンRG | 石田たくみ | 紺野ぶるま | ゆりやんレトリィバァ |

#### season2
| 指導役 | サイプレス上野   | 裂固     | ID       | 崇勲                |
| 生徒役 | 品川祐(品川庄司) | ゆきぽよ | 原田龍二 | ゆいP(おかずクラブ) |

#### season3[注 1]
| 指導役 | KEN THE 390            | サイプレス上野         | Tkda黒ぶち                                    | DOTAMA            | ID               |
| 生徒役 | 成瀬瑛美(でんぱ組.inc) | risano(lyrical school) | 恋汐りんご(バンドじゃないもん!MAXX NAKAYOSHI) | Lety(BananaLemon) | yukarin(hy4_4yh) |

#### season4
| 指導役 | 晋平太               | SAM               | KEN THE 390    | Tkda黒ぶち        | 崇勲                   |
| 生徒役 | 水野勝(BOYS AND MEN) | 末吉9太郎(CUBERS) | 宮里ソル(円神) | 横山統威(祭nine.) | 岡野海斗(Boom Trigger) |

#### season5 (第一回芸人界最強ラッパー決定トーナメント！)[6]
| 指導役 | ID                   | KEN THE 390                  | SAM                        | Tkda黒ぶち              | サイプレス上野       | 掌幻                         | 晋平太     | 崇勲                 | 焚巻                 |
| 指導役 | DARTHREIDER          | DOTAMA                       | NAIKA MC                   | 裂固                    | 輪入道               |                              |            |                      |                      |
| 生徒役 | 淡路 幸誠(きつね)    | 石田たくみ(カミナリ)         | 大江健次(こりゃめでてーな) | 大地洋輔(ダイノジ)      | オヤカタくん         | 久保田かずのぶ(とろサーモン) | 紺野ぶるま | 酒井貴士(ザ・マミィ) | 杉本青空(からし蓮根) |
| 生徒役 | 鈴木もぐら(空気階段) | 溝上たんぼ(新作のハーモニカ) | 森本晋太郎(トンツカタン)   | ゆめっち(3時のヒロイン) | ゆりやんレトリィバァ |                              |            |                      |                      |

#### season6 (芸人軍団 vs YouTuber軍団)
| 指導役 | ダースレイダー    | 崇勲                         | TKda黒ぶち           | 掌幻                 | SAM          | KEN THE 390          | 晋平太 | NAIKA MC         |
| 生徒役 | 淡路 幸誠(きつね) | 久保田かずのぶ(とろサーモン) | 酒井貴士(ザ・マミィ) | ゆりやんレトリィバァ | ずま(虹色侍) | ちばしん(ほーみーず) | Blumio | もちのアートエボ |

#### season7 (第二回芸人界最強ラッパー決定トーナメント)
| 指導役 | 崇勲                   | 晋平太                       | SAM                      | DOTAMA                   | 掌幻                     | COMA-CHI                     | FORK                   | PONEY                |
| 指導役 | KEN THE 390            | 輪入道                       | ID                       | サイプレス上野           | Tkda黒ぶち               | NAIKA MC                     |                        |                      |
| 生徒役 | 中山功太               | 溝上たんぼ(新作のハーモニカ) | 井口浩之(ウエストランド) | 森本晋太郎(トンツカタン) | 木田(ガクヅケ)           | 紺野ぶるま                   | 淡路 幸誠(きつね)      | 太田隆司(いぬ)       |
| 生徒役 | 山田健人(ラニーノーズ) | 酒井貴士(ザ・マミィ)         | せいや(霜降り明星)       | mckj(こりゃめでてーな)   | 広田ハヤト(オッパショ石) | 久保田かずのぶ(とろサーモン) | 市川刺身(そいつどいつ) | ゆりやんレトリィバァ |

#### season8 (芸人ラッパー vs ヤングモンスター)
| 指導役           | PONEY                    | TKda黒ぶち                   | NAIKA MC             | 晋平太               | SAM                          | KEN THE 390 |
| 指導役           | FORK                     |                              |                      |                      |                              |             |
| 生徒役           | 淡路 幸誠(きつね)        | 久保田かずのぶ(とろサーモン) | 酒井貴士(ザ・マミィ) | ゆりやんレトリィバァ | 溝上たんぼ(新作のハーモニカ) | 中山功太    |
| 生徒役           | 広田ハヤト(オッパショ石) |                              |                      |                      |                              |             |
| ヤングモンスター | S-kaine                  | RAGA                         | Luvit                | MCリトル             | NERVE                        |             |

#### season9 (芸人&ラッパー タッグマッチ総当たり戦)
| 指導役 | ID       | Tkda黒ぶち           | S-kaine                      | DOTAMA               | NAIKA MC          |
| 生徒役 | 中山功太 | 酒井貴士(ザ・マミィ) | 久保田かずのぶ(とろサーモン) | ゆりやんレトリィバァ | 淡路 幸誠(きつね) |

#### season13
| 指導役 | TK da 黒ぶち                   | KEN THE 390              | 輪入道     | 舟平                   | GASHIMA            |
| 指導役 | NAIKA MC                       | 崇勲                     | PONEY      | DOTAMA                 | CHICO CARLITO      |
| 指導役 | S-kaine                        | FORK                     |            |                        |                    |
| 生徒役 | 笹本はやて(ネイチャーバーガー) | 篠宮暁(オジンオズボーン) | 街裏ぴんく | 田島(アイデンティティ) | 尾形貴弘(パンサー) |
| 生徒役 | 中川(ウーマンラッシュアワー)   | 酒井(アルコ＆ピース)     | パーマ大佐 | 柳亭小痴楽             | バッドナイス常田   |
| 生徒役 | みながわ(ネイビーズアフロ)     | 池谷和志(ジョイマン)     | 広田ハヤト | ネコニスズヤマゲン     |                    |

## スタッフ
- 企画協力：Ameba
- 構成：カツオ
- TD：日高朋弘
- CAM：根本聡、徳久裕
- 音声：塙健志、野津晶子
- 美術：村上輝彦
- デザイン：秋元(山)博
- 美術進行：野口香織
- 装置：野間恵美子
- 大道具：作田進之介
- メイク：MARVEE
- 編集：村田清和
- MA：吉松洸夢
- 音効：高島慎太郎
- CG：大森清一郎
- 編成：馬渕真太朗（テレビ朝日）
- 宣伝：佐々木智世（テレビ朝日）
- 営業：鈴木真友美（テレビ朝日）
- 総合ビジネス：泉良樹（テレビ朝日）
- 技術協力：METASIX、ザ・チューブ、ブルーライト
- PA：Kaku-Chan
- 美術協力：テレビ朝日クリエイト、ワンダーライト、俳優座劇場
- 撮影協力：ageha
- 協力：ソロモン・アイ・アンド・アイ・プロダクション
- 音楽協力：avex group
- 監修：36
- AD：小澤友美、藤島直也、柳沢ひかる、後藤翔平[7]
- AP：寄元沙織
- ディレクター：吉田真人、肥後智一、日比野大輔、松山健二[7]
- 演出：岡田純一
- プロデューサー : 津戸悠希（テレビ朝日）、山口一美・坂井良美（MMJ）[7]
- 制作：テレビ朝日、MMJ

### 過去のスタッフ
- プロデューサー：柿野陽（テレビ朝日）